# Olympische Sommerspiele 1984/Schießen
Bei den XXIII. Olympischen Sommerspielen 1984 in Los Angeles fanden elf Wettbewerbe im Sportschießen statt. Sechs Disziplinen waren den Männern und drei den Frauen vorbehalten, zwei waren offene Disziplinen (Trap, Skeet). Somit gab es erstmals nach Geschlechtern getrennte Wettbewerbe. Neu im Programm war die Disziplin Luftgewehr 10 m, womit die Luftdruckwaffen ihre olympische Premiere erlebten. Austragungsort war der Prado Olympic Shooting Park in Chino.

## Bilanz

### Medaillenspiegel
| Platz    | Land                   | Gold | Silber | Bronze | Gesamt |
| -------- | ---------------------- | ---- | ------ | ------ | ------ |
| 1        | Vereinigte Staaten     | 3    | 1      | 2      | 6      |
| 2        | China                  | 3    | –      | 3      | 6      |
| 3        | Italien                | 1    | 1      | 1      | 3      |
| 4        | Frankreich             | 1    | 1      | –      | 2      |
| 5        | Vereinigtes Königreich | 1    | –      | 3      | 4      |
| 6        | Kanada                 | 1    | –      | –      | 1      |
| 6        | Japan                  | 1    | –      | –      | 1      |
| 8        | BR Deutschland         | –    | 1      | –      | 1      |
| 8        | Dänemark               | –    | 1      | –      | 1      |
| 8        | Kolumbien              | –    | 1      | –      | 1      |
| 8        | Österreich             | –    | 1      | –      | 1      |
| 8        | Peru                   | –    | 1      | –      | 1      |
| 8        | Rumänien               | –    | 1      | –      | 1      |
| 8        | Schweden               | –    | 1      | –      | 1      |
| 8        | Schweiz                | –    | 1      | –      | 1      |
| 16       | Australien             | –    | –      | 1      | 1      |
| Finnland | –                      | –    | 1      | 1      |        |

### Medaillengewinner
| Konkurrenz                           | Gold             | Silber             | Bronze           |
| ------------------------------------ | ---------------- | ------------------ | ---------------- |
| Kleinkaliber Dreistellungskampf 50 m | Malcolm Cooper   | Daniel Nipkow      | Alister Allan    |
| Kleinkaliber liegend 50 m            | Edward Etzel     | Michel Bury        | Michael Sullivan |
| Laufende Scheibe 50 m                | Li Yuwei         | Helmut Bellingrodt | Huang Shiping    |
| Luftgewehr 10 m                      | Philippe Heberlé | Andreas Kronthaler | Barry Dagger     |
| Freie Pistole 50 m                   | Xu Haifeng       | Ragnar Skanåker    | Wang Yifu        |
| Schnellfeuerpistole 25 m             | Takeo Kamachi    | Corneliu Ion       | Rauno Bies       |

| Konkurrenz                           | Gold        | Silber        | Bronze         |
| ------------------------------------ | ----------- | ------------- | -------------- |
| Kleinkaliber Dreistellungskampf 50 m | Wu Xiaoxuan | Ulrike Holmer | Wanda Jewell   |
| Luftgewehr 10 m                      | Pat Spurgin | Edith Gufler  | Wu Xiaoxuan    |
| Sportpistole 25 m                    | Linda Thom  | Ruby Fox      | Patricia Dench |

| Konkurrenz | Gold                | Silber              | Bronze              |
| ---------- | ------------------- | ------------------- | ------------------- |
| Skeet      | Matthew Dryke       | Ole Riber Rasmussen | Luca Scribani Rossi |
| Trap       | Luciano Giovannetti | Francisco Boza      | Daniel Carlisle     |

## Ergebnisse Männer

### Kleinkaliber Dreistellungskampf 50 m

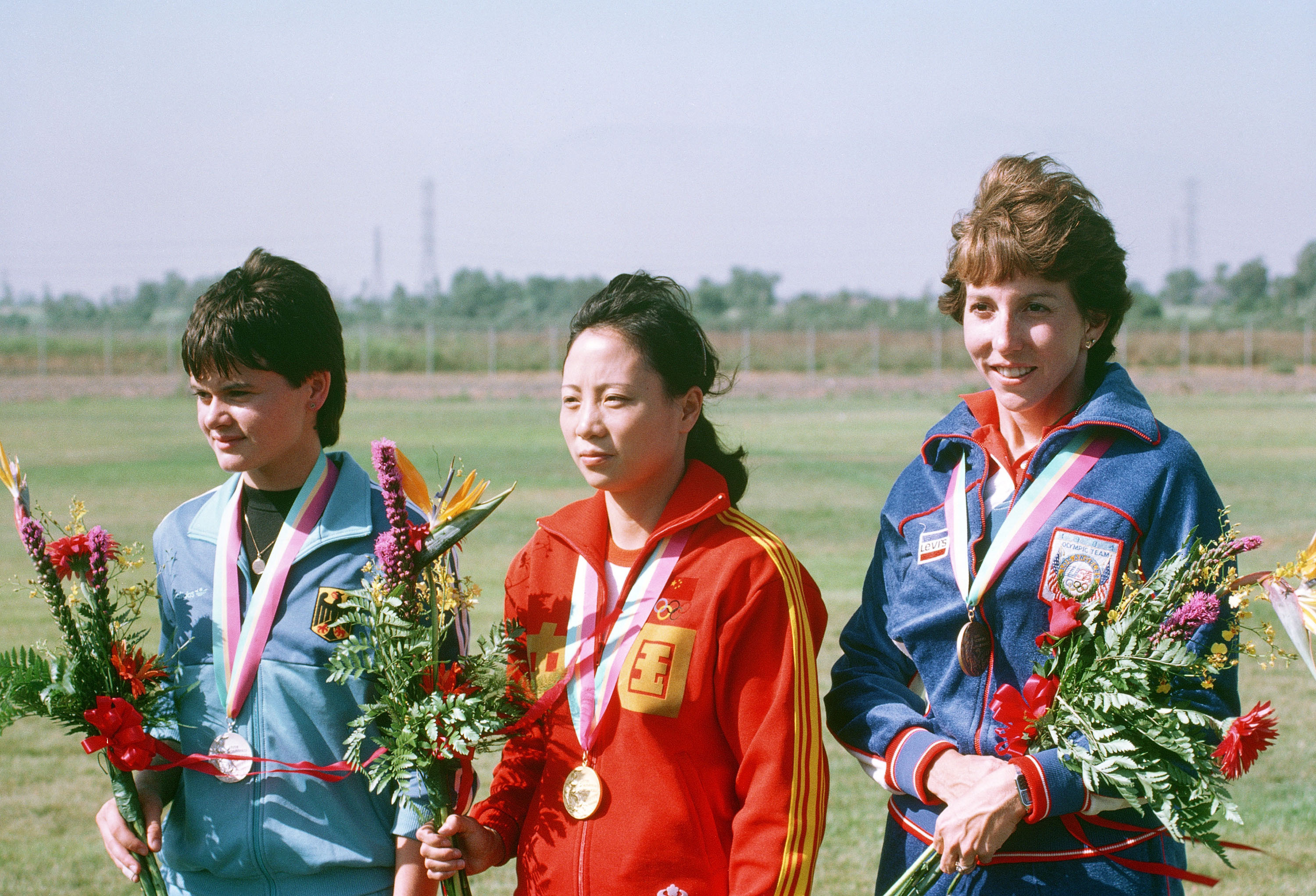
Ulrike Holmer, Wu Xiauxuan, Wanda Jewell (v. links n. rechts)

| Platz | Land | Sportler           | Punkte    |
| ----- | ---- | ------------------ | --------- |
| 1     | GBR  | Malcolm Cooper     | 1173 (WR) |
| 2     | SUI  | Daniel Nipkow      | 1163      |
| 3     | GBR  | Alister Allan      | 1162      |
| 4     | FRG  | Kurt Hillenbrand   | 1154      |
| 5     | DEN  | Bo Lilja           | 1153      |
| 6     | USA  | Glenn Dubis        | 1151      |
| 7     | FRA  | Jean-Pierre Amat   | 1150      |
| 8     | FRG  | Peter Heinz        | 1150      |
|       |      |                    |           |
| 22    | AUT  | Lothar Heinrich    | 1139      |
| 26    | AUT  | Gerhard Krimbacher | 1135      |
| 29    | SUI  | Ueli Sarbach       | 1132      |

Datum: 1. August 1984 

51 Teilnehmer aus 29 Ländern

### Kleinkaliber liegend 50 m

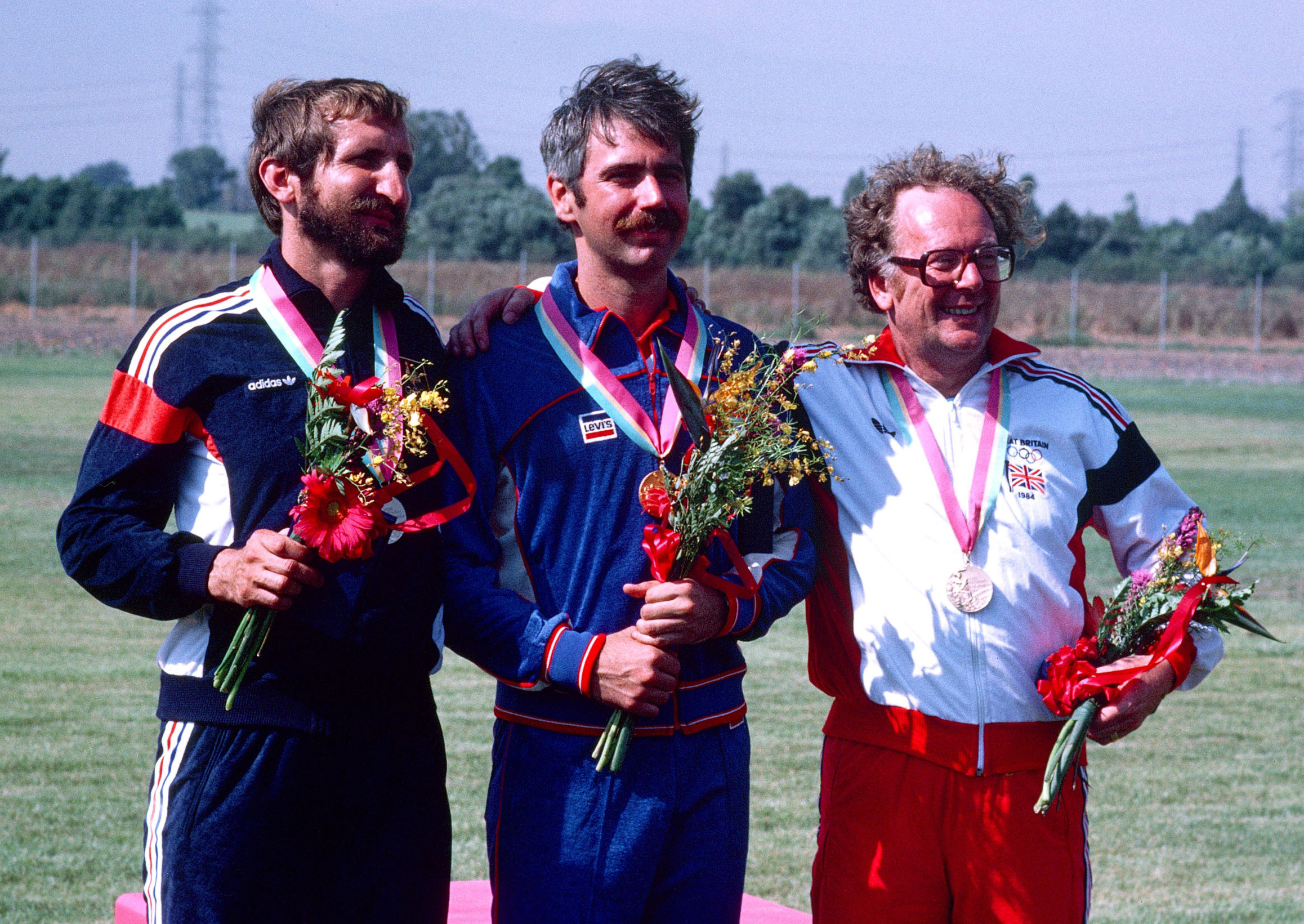
Bury, Etzel und Sullivan (von links nach rechts)

| Platz | Land | Sportler         | Punkte   |
| ----- | ---- | ---------------- | -------- |
| 1     | USA  | Edward Etzel     | 599 (OR) |
| 2     | FRA  | Michel Bury      | 596      |
| 3     | GBR  | Michael Sullivan | 596      |
| 4     | GBR  | Alister Allan    | 595      |
| 5     | SMR  | Francesco Nanni  | 594      |
| 6     | SWE  | Hans Strand      | 594      |
| 7     | NOR  | John Duus        | 594      |
| 8     | FRG  | Ulrich Lind      | 593      |
|       |      |                  |          |
| 12    | SUI  | Ueli Sarbach     | 593      |
| 17    | SUI  | Roland Jacoby    | 591      |
| 22    | AUT  | Lothar Heinrich  | 589      |
| 25    | FRG  | Werner Seibold   | 589      |
| 45    | SUI  | Anton Müller     | 583      |
| 55    | LIE  | Theobald Schurte | 578      |
| 65    | LIE  | Raimond Sele     | 572      |

Datum: 30. Juli 1984 

71 Teilnehmer aus 48 Ländern

### Laufende Scheibe 50 m
| Platz | Land | Sportler           | Punkte |
| ----- | ---- | ------------------ | ------ |
| 1     | CHN  | Li Yuwei           | 587    |
| 2     | COL  | Helmut Bellingrodt | 584    |
| 3     | CHN  | Huang Shiping      | 581    |
| 4     | FRG  | Uwe Schröder       | 581    |
| 5     | CAN  | David Lee          | 580    |
| 6     | NOR  | Kenneth Skoglund   | 576    |
| 7     | FIN  | Jorma Lievonen     | 576    |
| 8     | ITA  | Ezio Cini          | 576    |

Datum: 31. Juli 1984 

23 Teilnehmer aus 15 Ländern

### Luftgewehr 10 m
| Platz | Land | Sportler            | Punkte   |
| ----- | ---- | ------------------- | -------- |
| 1     | FRA  | Philippe Heberlé    | 589 (OR) |
| 2     | AUT  | Andreas Kronthaler  | 587      |
| 3     | GBR  | Barry Dagger        | 587      |
| 4     | FRA  | Nicolas Berthelot   | 585      |
| 5     | FRG  | Peter Heinz         | 583      |
| 6     | USA  | John Rost           | 583      |
| 7     | NOR  | Harald Stenvaag     | 582      |
| 8     | ISR  | Itzhak Yonassi      | 582      |
|       |      |                     |          |
| 10    | FRG  | Bernhard Süß        | 581      |
| 23    | SUI  | Hansueli Minder     | 576      |
| 28    | AUT  | Gerhard Krimbacher  | 573      |
| 33    | SUI  | Pierre-Alain Dufaux | 570      |

Datum: 3. August 1984 

54 Teilnehmer aus 35 Ländern

### Freie Pistole 50 m
| Platz | Land | Sportler             | Punkte |
| ----- | ---- | -------------------- | ------ |
| 1     | CHN  | Xu Haifeng           | 566    |
| 2     | SWE  | Ragnar Skanåker      | 565    |
| 3     | CHN  | Wang Yifu            | 564    |
| 4     | FRG  | Jürgen Hartmann      | 560    |
| 5     | ITA  | Vincenzo Tondo       | 560    |
| 6     | FRA  | Philippe Cola        | 559    |
| 7     | VEN  | Hector de Lima       | 558    |
| 8     | FIN  | Paavo Palokangas     | 558    |
|       |      |                      |        |
| 11    | AUT  | Vinzenz Schweighofer | 555    |
| 14    | SUI  | Rolf Beutler         | 554    |
| 23    | FRG  | Gerhard Beyer        | 548    |
| 40    | SUI  | Herbert Binder       | 532    |

Datum: 29. Juli 1984 

56 Teilnehmer aus 38 Ländern

### Schnellfeuerpistole 25 m
| Platz | Land | Sportler          | Punkte |
| ----- | ---- | ----------------- | ------ |
| 1     | JPN  | Takeo Kamachi     | 595    |
| 2     | ROM  | Corneliu Ion      | 593    |
| 3     | FIN  | Rauno Bies        | 591    |
| 4     | BRA  | Delival Nobre     | 591    |
| 5     | KOR  | Yang Chung-yeol   | 590    |
| 6     | FRG  | Alfred Radke      | 590    |
| 7     | KOR  | Park Jong-gil     | 590    |
| 8     | COL  | Bernardo Tobar    | 590    |
| 9     | FRG  | Viktor Engel      | 589    |
|       |      |                   |        |
| 11    | AUT  | Gerhard Petritsch | 589    |

Datum: 1. und 2. August 1984 

55 Teilnehmer aus 31 Ländern

## Ergebnisse Frauen

### Kleinkaliber Dreistellungskampf 50 m
| Platz | Land | Sportlerin             | Punkte |
| ----- | ---- | ---------------------- | ------ |
| 1     | CHN  | Wu Xiaoxuan            | 581    |
| 2     | FRG  | Ulrike Holmer          | 578    |
| 3     | USA  | Wanda Jewell           | 578    |
| 4     | USA  | Gloria Parmentier      | 576    |
| 5     | NOR  | Anne Grethe Jeppesen   | 574    |
| 6     | CHN  | Jin Dongxiang          | 571    |
| 7     | YUG  | Biserka Vrbek          | 569    |
| 8     | YUG  | Mirjana Jovović-Horvat | 569    |
|       |      |                        |        |
| 12    | FRG  | Sigrid Lang            | 567    |
| 15    | AUT  | Karin Bauer            | 564    |

Datum: 2. August 1984 

27 Teilnehmerinnen aus 17 Ländern

### Luftgewehr 10 m
| Platz | Land | Sportlerin       | Punkte   |
| ----- | ---- | ---------------- | -------- |
| 1     | USA  | Pat Spurgin      | 393 (OR) |
| 2     | ITA  | Edith Gufler     | 391      |
| 3     | CHN  | Wu Xiaoxuan      | 389      |
| 4     | CAN  | Sharon Bowes     | 388      |
| 5     | FRA  | Yvette Courault  | 386      |
| 6     | FRG  | Gisela Sailer    | 385      |
| 7     | NOR  | Siri Landsem     | 384      |
| 8     | FIN  | Sirpa Ylönen     | 383      |
|       |      |                  |          |
| 11    | AUT  | Gudrun Sinnhuber | 381      |
| 11    | FRG  | Silvia Sperber   | 381      |
| 18    | AUT  | Karin Bauer      | 379      |

Datum: 31. Juli 1984 

33 Teilnehmerinnen aus 20 Ländern

### Sportpistole 25 m

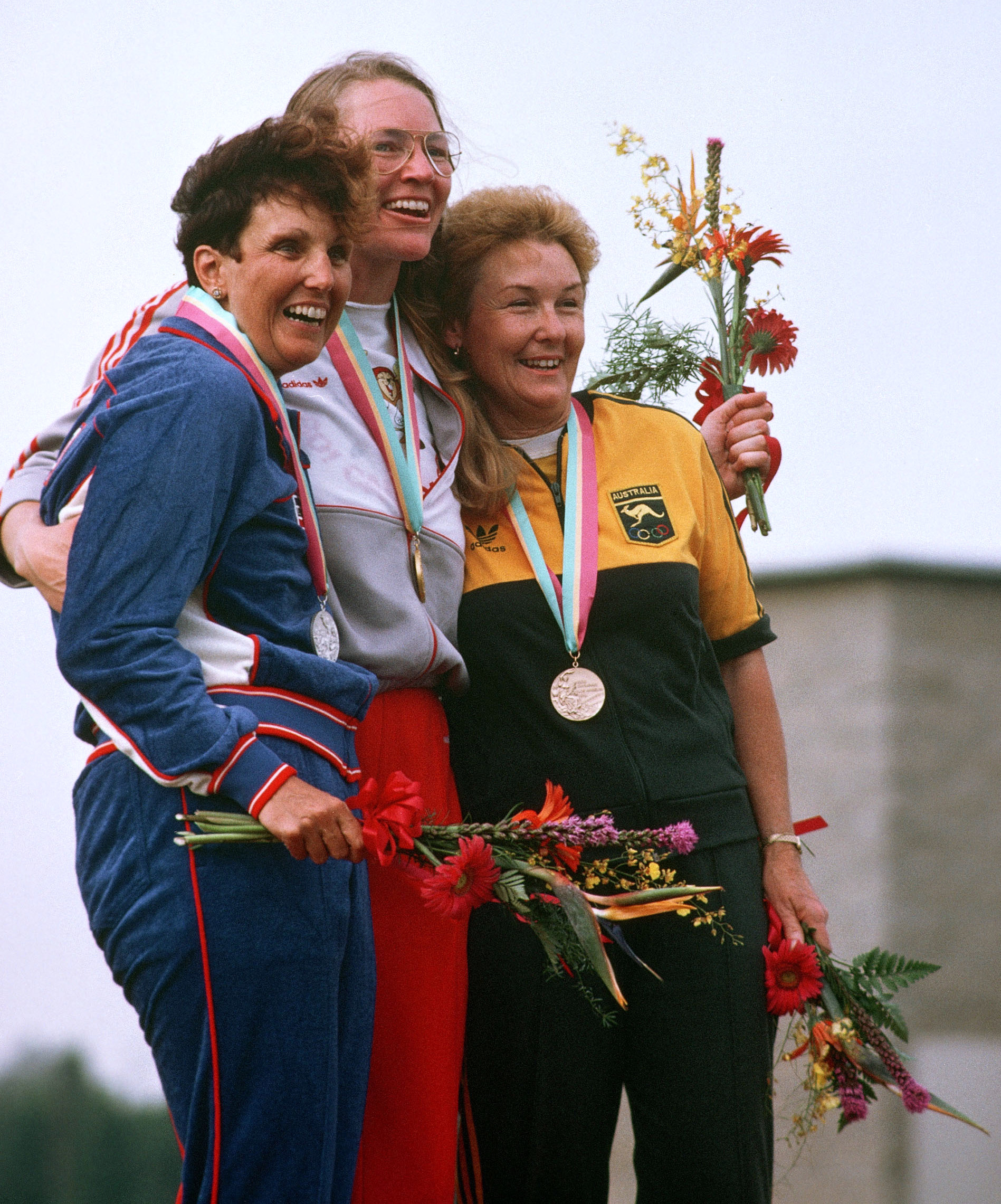
V. l. n. r.: Fox, Thom, Dench

| Platz | Land | Sportlerin          | Punkte   |
| ----- | ---- | ------------------- | -------- |
| 1     | CAN  | Linda Thom          | 393 (OR) |
| 2     | USA  | Ruby Fox            | 391      |
| 3     | AUS  | Patricia Dench      | 389      |
| 4     | CHN  | Liu Haiying         | 583      |
| 5     | SWE  | Kristina Fries      | 581      |
| 6     | CHN  | Wen Zhifang         | 578      |
| 7     | BRA  | Débora Srour        | 578      |
| 8     | ROM  | Maria Macovei       | 577      |
|       |      |                     |          |
| 20    | FRG  | Waltraud Weißenberg | 568      |
| 23    | SUI  | Brida Beccarelli    | 564      |
| 23    | SUI  | Thérès Manser       | 564      |

Datum: 29. Juli 1984 

30 Teilnehmerinnen aus 21 Ländern

## Ergebnisse Mixed

### Skeet

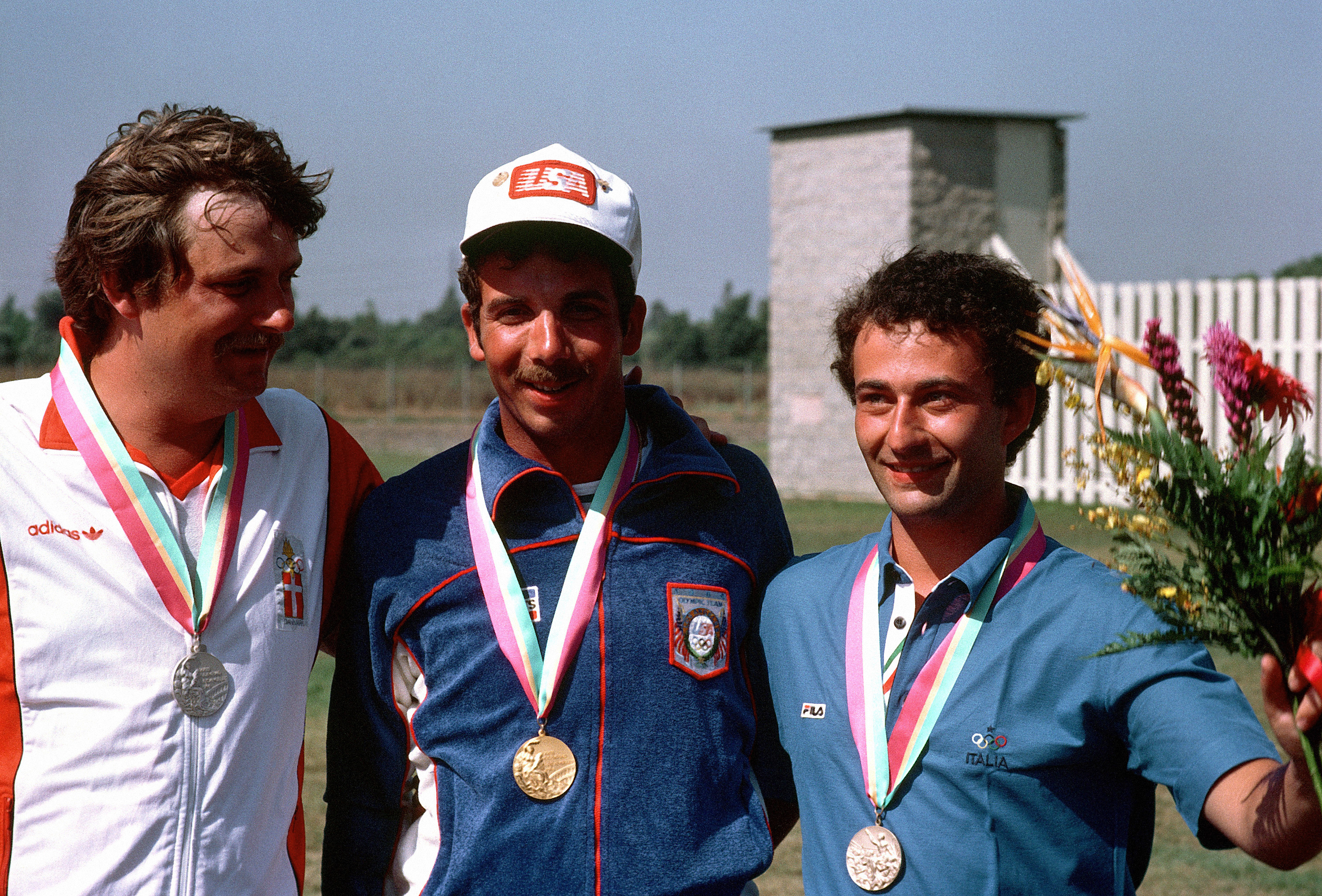
Rasmussen, Dryke und Rossi (von links nach rechts)

| Platz | Land | Sportler            | Punkte |
| ----- | ---- | ------------------- | ------ |
| 1     | USA  | Matthew Dryke       | 198    |
| 2     | DEN  | Ole Riber Rasmussen | 196    |
| 3     | ITA  | Luca Scribani Rossi | 196    |
| 4     | NED  | John Pierik         | 194    |
| 5     | SWE  | Anders Berglind     | 194    |
| 6     | FRG  | Norbert Hofmann     | 194    |
| 7     | COL  | Jorge Molina        | 194    |
| 8     | AUS  | Ian Hale            | 193    |
|       |      |                     |        |
| 13    | AUT  | Nicky Szapáry       | 192    |
| 26    | AUT  | Martin Burkert      | 189    |
| 29    | FRG  | Wolfgang Trautwein  | 188    |

Datum: 2. bis 4. August 1984 

69 Teilnehmer aus 41 Ländern

### Trap
| Platz | Land | Sportler            | Punkte |
| ----- | ---- | ------------------- | ------ |
| 1     | ITA  | Luciano Giovannetti | 192    |
| 2     | PER  | Francisco Boza      | 192    |
| 3     | USA  | Daniel Carlisle     | 192    |
| 4     | FIN  | Timo Nieminen       | 191    |
| 5     | FRA  | Michel Carrega      | 190    |
| 6     | AUS  | Eli Ellis           | 190    |
| 7     | AUS  | Terry Rumbel        | 189    |
| 8     | SWE  | Johnny Påhlsson     | 189    |
|       |      |                     |        |
| 20    | AUT  | Ludwig Puser        | 185    |
| 28    | FRG  | Peter Blecher       | 179    |

Datum: 29. bis 31. August 1984 

70 Teilnehmer aus 42 Ländern